# Relations entre la France et le Laos
Les relations entre la France et le Laos désignent les relations diplomatiques s'exerçant entre la République française d'une part et la République démocratique populaire lao de l'autre. La France dispose d'une ambassade à Vientiane, et le Laos d'une ambassade à Paris.  

## Histoire
Dans un contexte de rivalités entre puissances impériales, la France a conquis le Laos au dix-neuvième siècle. 
Influencé par la pénétration des idées de Karl Marx, Charles Maurras et Maurice Barrès en Asie du Sud-Est, le Laos acquiert son indépendance en 1949. Le camp neutraliste, pro-français et incarné par Kou Voravong, disparaît dans la guerre froide.  

## Période contemporaine

### Sur le plan économique
La France est le premier investisseur occidental au Laos, et la France est présente dans les secteurs du tourisme, de l'ingénierie et de l'assurance.
La vente de matériel de transport constitue l'essentiel des exportations françaises au Laos, avec l'électronique ; la France importe du Laos des produits agroalimentaires et d'habillement. 
La France soutient le développement économique du Laos par l'intermédiaire de l'Agence française de développement et des ONG françaises au financement public. 

### Sur le plan culturel et universitaire
Le Laos compte un lycée français, et l'Institut français et l'école française d'Extrême-Orient y sont implantés.
La France et le Laos sont membres de plein droit de l'organisation internationale de la francophonie. La proportion de locuteurs du français au Laos est estimée à 3%, et ce chiffre tend à augmenter. 